# Johann Burger
Johann Burger, tiskar nemškega rodu, živel v 16. stoletju.
Sprva je bil tiskarski delavec v Regensburgu, nato knjigotržec (1558) pa tiskar v Straubingu (1560-1565) in nato ponovno v Regensburgu (1565-1590). Tiskal je pesmarice, cerkvene, pravne, upravne in priložnostne spise, med njimi tudi dve slovenski deli: Sveto pismo za otroke, katerega naslov je bil Otročja biblija (1566) in prvi del Postille slovenske (1567), ki ju je priredil Sebastijan Krelj.